# Шеналь, Жоэль
Жоэль Шеналь (фр. Joël Chenal, род. 10 октября 1973, Мутье, Савойя, Франция) — французский горнолыжник, призёр Олимпийских игр, победитель этапа Кубка мира. Специалист слаломных дисциплин. 
В Кубке мира Шеналь дебютировал 19 ноября 1995 года, в декабре 1999 года одержал свою единственную в карьере победу на этапе Кубка мира в гигантском слаломе. Кроме этого имеет на своём счету имеет 3 попадания в тройку лучших на этапах Кубка мира, все в гигантском слаломе. Лучшим достижением в общем зачёте Кубка мира, является для Шеналя 22-е место в сезоне 1999/00. 
На Олимпийских играх 1998 года в Нагано, занял 8-е место в слаломе, кроме того стартовал в гигантском слаломе, был 13-м после первой попытки, но был дисквалифицирован по итогам второй попытки.
На Олимпийских играх 2002 года в Солт-Лейк-Сити, стал 21-м в гигантском слаломе.
На Олимпийских играх 2006 года в Турине, завоевал серебряную медаль в гигантском слаломе, 0,07 секунды уступив чемпиону австрийцу Бенджамину Райху и 0,09 секунды опередив ставшего третьим другого австрийца Хермана Майера.
За свою карьеру участвовал в пяти чемпионатах мира, лучший результат 9-е место в гигантском слаломе на чемпионате мира 2003 года в Санкт-Морице.
Завершил спортивную карьеру в 2010 году. Использовал лыжи и ботинки производства фирмы Fischer.

## Победы на этапах Кубка мира (1)
| № | Сезон   | Дата        | Место       | Дисциплина            |
| - | ------- | ----------- | ----------- | --------------------- |
| 1 | 1999/00 | 19 дек 1999 | Альта-Бадья | Гигантский слалом (1) |